# Skivkontrakt
Ett skivkontrakt är ett avtal som skrivs mellan ett skivbolag och en artist eller grupp. Avtalet är avsett att hjälpa artisten/bandet att producera musik och/eller pressa skivor. Det finns flera olika typer av skivkontrakt, bland annat masterdeals och licensavtal.

## Olika typer av kontrakt
En masterdeal innebär att artisten i stort sett tar ansvar för produktionen själv och skapar ett material (låt) tills den är klar för utgivning. Detta minskar risken för ekonomisk förlust till skivbolagens och musikförlagens fördel. Vid Masterdeal ökar dock royaltyn till artisten/bandet.
Ett licensavtal innebär istället att artisten tar ansvar för allt från produktion till pressning och design av skiva. I detta fall blir royaltyn ännu högre än vid masterdeal.
Om kontraktet är exclusive har artisten inte rätt att göra vad denne vill med sitt material under kontraktstiden. Om kontraktet istället är non-exclusive så får artisten göra vad denne vill med materialet.

## Distribution
När skivorna slutar tryckas beror detta oftast på grund av att skivbolaget inte anser det lönsamt att fortsätta sälja skivorna, eller om licensavtalet med artisten har löpt ut. (Skivbolag kan också stoppa distributionen som en straffåtgärd om artisten inte uppfyller sitt avtal, eller som en strategisk åtgärd om förhandlingarna om ett nytt kontrakt går trögt.) Skivbolag kan också, som alla företag, gå i konkurs, och deras upphovsrätter säljs eller handlas då som en del av företagets tillgångar. (Ibland köps upphovsrätten av artisten själv.)
Distributionsavtal förnyas ofta, men ibland kan skivbolaget och artisten inte komma överens. Orsaken till detta är oftast att den ena parten förväntar sig för mycket pengar eller en alltför stor andel av vinsten, för att passa den andra.